# Wiertarka

Schematyczny rysunek eksploatacji wiertarki elektrycznej

Wiertarka (dawniej także bormaszyna) – urządzenie do wiercenia, rozwiercania i pogłębiania okrągłych otworów za pomocą wiertła. Może być wykorzystywana również do innych celów, np. szlifowania przy wykorzystaniu odpowiednich akcesoriów.
Proste wiertarki ręczne (zwane świdrami) były używane już 4 tys. lat p.n.e. W średniowieczu używano wiertarek napędzanych siłą mięśni lub przez koła wodne.

## Rodzaje
- wiertarka ręczna – przenośne urządzenie do wiercenia z napędem ręcznym (za pomocą korby – korba, z trzonem spiralnym – furkadło), elektrycznym lub pneumatycznym
- wiertarka stołowa – niewielka obrabiarka ustawiana na stole warsztatowym
- wiertarka kolumnowa – wiertarka, lub jej wrzeciono jest mocowana na kolumnie umożliwiającej pozycjonowanie wiertarki, jej przesuw w pionie oraz pionowy napęd. Stosowana w większych warsztatach oraz w przemyśle.
- wiertarka udarowa – wiertarka, w której wiertło, oprócz ruchu obrotowego, wykonuje ruch posuwisto-zwrotny, uderzając o obrabiany materiał, stosowana do obróbki materiałów twardych i kruchych, głównie materiałów budowlanych
- wiertarka rewolwerowa – z rewolwerową głowicą narzędziową
- wiertarka promieniowa – w której głowica może być przesuwana wzdłuż ramienia promieniującego z kolumny maszyny
- wiertarka wielowrzecionowa – z wieloma obracającymi się jednocześnie wrzecionami, można nią wiercić wiele otworów jednocześnie, głównie przemysłowa.
- wiertarka współrzędnościowa – do wiercenia otworów o bardzo dokładnym położeniu

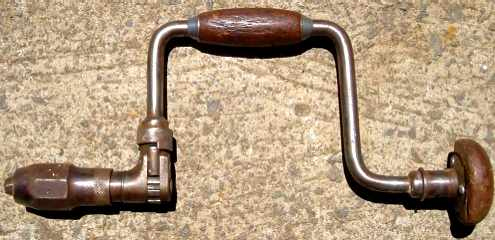
Korba – ręczna wiertarka do drewna
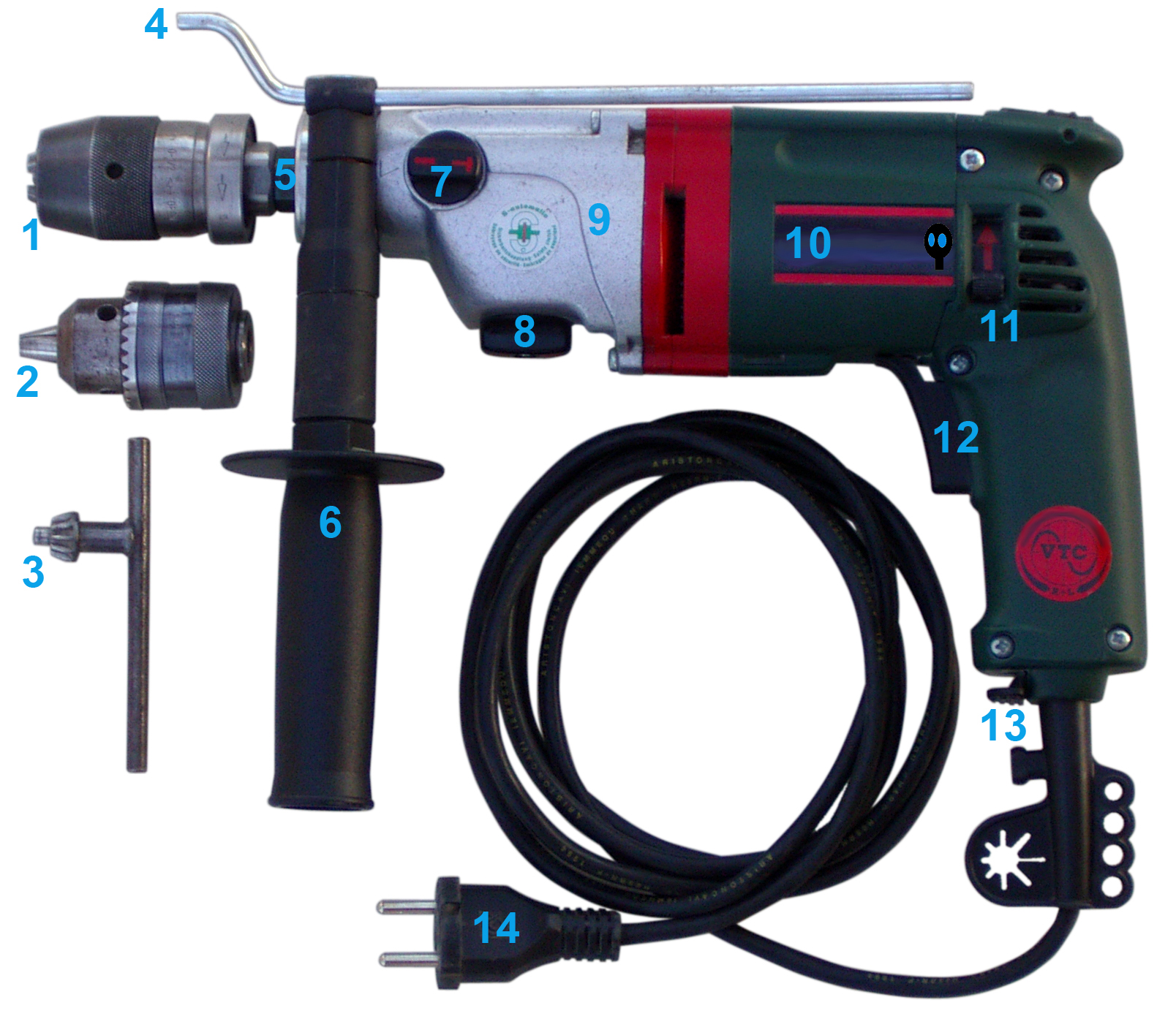
Elektryczna wiertarka ręczna
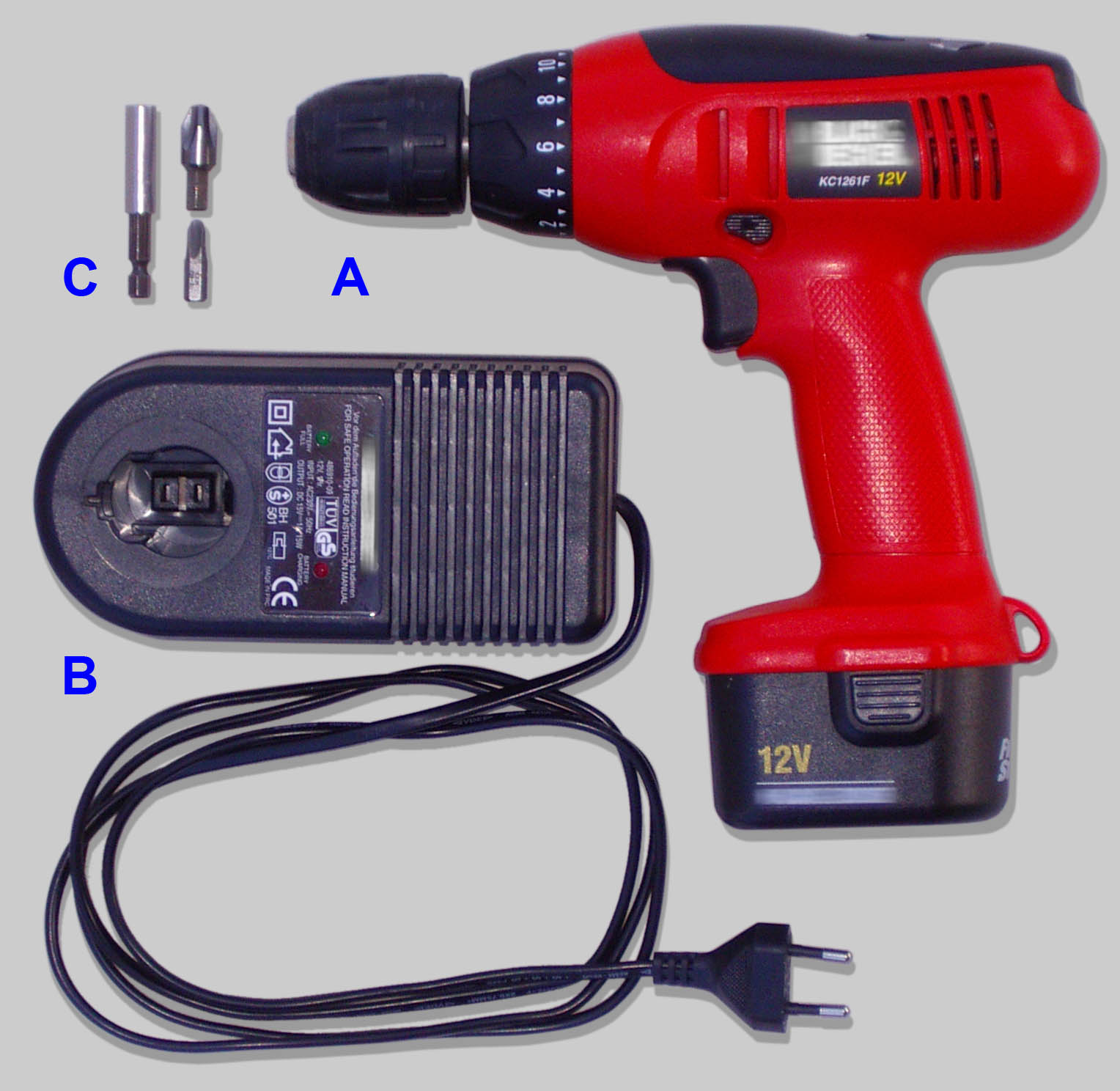
Wiertarko-wkrętarka akumulatorowa: A – wiertarka z akumulatorem, B – ładowarka akumulatorów, C – końcówki wkrętaków
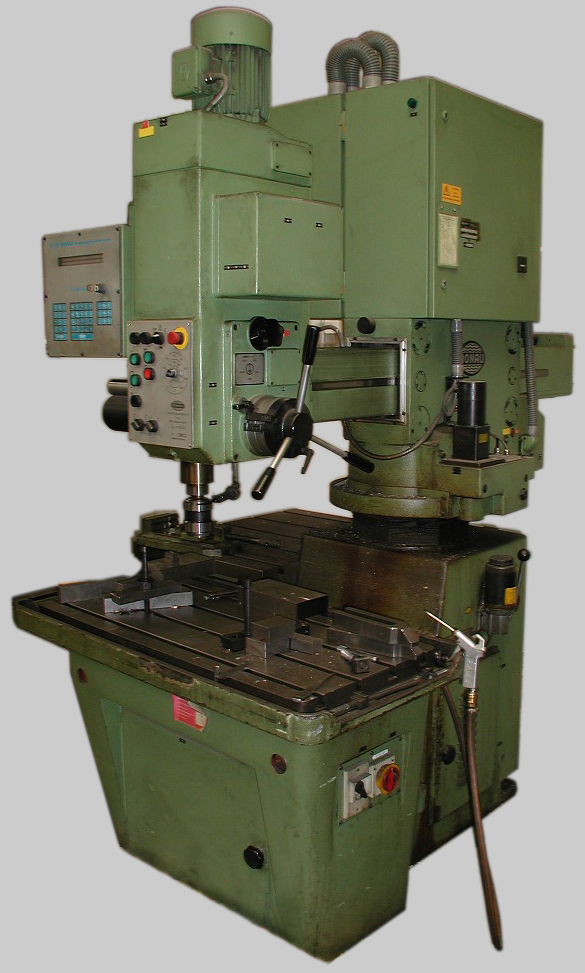
Wiertarka promieniowa

## Budowa wiertarki elektrycznej
| Budowa ręcznej wiertarki elektrycznej: 1. włącznik, regulator obrotów, 2. przycisk, 3. pokrętło ogranicznika regulacji obrotów, 4. szczotki (wewnątrz szczotkotrzymaczy z tworzywa), 5. wirnik z komutatorem, 6. stojan silnika uniwersalnego, 7. wentylator, 8. przekładnia zębata, 9. uchwyt wiertła, 10. przewód zasilający. Poza powyższymi elementami w budowie wiertarek, znajdują się również często: - uchwyt dodatkowy (rękojeść boczna), - ogranicznik głębokości wiercenia, - przycisk blokady włącznika do pracy ciągłej, - uchwyt na klucz do uchwytu wiertarskiego, - „uszko” do zawieszania. |

## Zastosowanie wiertarki
Wiertarka elektryczna jest wykorzystywana jako jednostka napędowa; z użyciem specjalnych przystawek jest popularnym elektronarzędziem. Poza wykorzystywaniem do wiercenia otworów w różnych materiałach za pomocą wierteł lub frezów, można ją wykorzystać również do:
- szlifowania drewna, za pomocą tarczy gumowej z wymiennym papierem ściernym mocowanym na rzep bądź wkręt,
- czyszczenia metalu, za pomocą nasadki drucianej mocowanej w uchwycie wiertarki,
- wkręcania i wykręcania wkrętów i śrub, przy użyciu końcówek wkręcających (bitów),
- pompowania wody i płynów, przy użyciu specjalnego przyrządu,
- ostrzenia wierteł do metalu (przy zastosowaniu specjalnej nasadki),
- frezowania,
- Wiertarka umożliwia również, przy użyciu specjalnych nasadek wiercenie i wkręcanie w trudno dostępnych miejscach (nasadka kątowa lub wałek giętki), a także wiercenie w pionie (uchwyty stołowe, statywy i stojaki).

Wiertarki produkowane przez firmę CELMA Cieszyn w okresie PRL umożliwiały stosowanie dużej gamy nasadek ze względu na możliwość demontażu uchwytu wiertarskiego. Przykładowe nasadki: Szlifierka kątowa bądź nasadkę Wyrzynarka. Obecnie rozwiązania takie nie są praktykowane ze względu na obniżenie cen i dostępności elektronarzędzi z indywidualnym napędem, chociaż ogromna większość obecnie produkowanych wiertarek elektrycznych ma mocowanie uchwytu przy pomocy gwintu UNF 1/2" oraz szyjkę wrzeciona o średnicy 43 mm pozwalające w wielu przypadkach na współpracę z takimi przystawkami. 
Wiertarki udarowe mogą być wykorzystywane do wiercenia z udarem w cegle (pełnej), betonie, żelbetonie itp., jednakże wydajność typowych wiertarek udarowych jest obecnie zbyt niska w stosunku do potrzeb i prace te wykonuje się bardziej specjalizowanymi młotowiertarkami o większej wydajności kucia.